# Seznam azerbajdžanskih pisateljev
Seznam azerbajdžanskih pisateljev.

## A
- Chingiz Abdullayev
- Mirza Fatali Ahundov
- Umm-El-Banine Assadoulaeff

## B
- Abbasgulu Bakihanov

## I
- Rustam Ibragimbekov

## M
- Džalil Memedguluzadé (ps. Mola Nasredin)

## N
- Lev Nussimbaum

## R
- Sulejman Rustam
- Rasul Rza
- Anar Rzayev